# Walter Schröder
Walter Schröder (født 29. december 1932 i Utecht) er en tysk tidligere roer og olympisk guldvinder.
Schröder var med i den tyske otter, der vandt EM-guld i 1959.
Han var igen med i otteren, der repræsenterede det fællestyske hold ved OL 1960 i Rom, hvor USA var storfavorit, idet de havde vundet samtlige de olympiske finaler, de havde deltaget i indtil da. Tyskernes EM-vindere fra 1959 var blandt de både, der blev set som mulige konkurrenter til OL-titlen, og tyskerne mødte op med et nyt åredesign. I indledende heat vandt de da også sikkert, hvorpå de vandt finalen i ny olympisk rekord foran Canada og Tjekkoslovakiet, mens USA meget overraskende måtte nøjes med en femteplads. Besætningen bestod foruden Schröder af Klaus Bittner, brødrene Frank og Kraft Schepke, Karl-Heinrich von Groddeck, Karl-Heinz Hopp, Manfred Rulffs, Hans Lenk og styrmand Willi Padge. Han modtog i både 1959 og 1960 sammen med resten af otterbesætningen Vesttysklands fineste sportspris, Silbernes Lorbeerblatt.
Efter sin aktive karriere blev han rotræner og -underviser. Han skrev flere bøger om roning, til dels sammen med sin kammerat fra otteren, Hans Lenk. Schröder blev professor i sportsvidenskab ved Universität Hamburg.

## OL-medaljer
- 1960:  Guld i otter